# Sainte-Radegonde (Deux-Sèvres)
Sainte-Radegonde település Franciaországban, Deux-Sèvres megyében. Lakosainak száma 1818 fő (2018. január 1.). Sainte-Radegonde Argenton-l’Église, Mauzé-Thouarsais, Saint-Jacques-de-Thouars, Sainte-Verge és Thouars községekkel határos.

## Népesség
A település népessége az elmúlt években az alábbi módon változott:
| Lakosok száma | 1901 | 1865 | 1893 | 1828 | 1818 |
|               | 2013 | 2015 | 2016 | 2017 | 2018 |